# Roślina sadownicza
Roślina sadownicza – roślina trwała, (wieloletnia) uprawiana ze względu na jadalne owoce. Rośliny sadownicze uprawia się na dużą skalę w sadach i na plantacjach. Roślinami sadowniczymi mogą być drzewa i krzewy a także krzewinki i byliny. 
Do roślin sadowniczych zaliczamy np. truskawkę jako roślinę wieloletnią mimo że nie jest drzewem ani krzewem, lecz nie zaliczamy szparaga, gdyż mimo iż jest wieloletni to częścią użytkową nie jest owoc, a także nie zaliczamy np. pomidora mimo że częścią użytkową jest owoc to jest jednak jednoroczny.
Wśród roślin sadowniczych wyróżnia się kilka grup: drzewa ziarnkowe, drzewa pestkowe i rośliny jagodowe.